# Akania bidwillii
Espèce
Akania bidwillii est une espèce de plantes à fleurs de la famille des Akaniaceae. C'est l'unique représentant actuel du genre Akania qui est également représenté par deux espèces fossiles. Akania bidwillii est connue localement sous le nom de turnipwood (« bois de navet ») car elle dégage odeur nauséabonde semblable à celle du navet lorsqu'elle est coupée.

## Description
Bel arbre élancé jusqu'à 8 m avec des feuilles rigides et dentées. Les petites fleurs sont roses à blanches parfumées, les fruits rouges en forme de poire. Il fleurit au printemps avec des fleurs  parfumées et son fruit est une capsule ronde rouge terne qui se dessèche et libère une ou deux graines. Panicules généralement 8-15 cm de long ; pédicelles 5-20 mm de long. Calice de 3-4 mm de long. Corolle de 8-12 mm de long.

## Répartition et habitat
Akania bidwillii est un arbre originaire des forêts humides côtières subtropicales et tempérées chaudes de la Nouvelle-Galles du Sud et du Queensland en Australie. Il peut être lent et difficile à établir. Sensible au gel lorsqu'il est jeune. Il est adapté à une situation humide et ombragée avec un sol limoneux bien drainé. Des forêts pluviales fraîches et humides.

## Systématique
Le nom correct complet (avec auteur) de ce taxon est Akania bidwillii (Hend. (d) ex R.Hogg (d)) Mabb..
L'espèce a été initialement classée dans le genre Lomatia sous le basionyme Lomatia bidwillii Hend. ex R.Hogg.
Akania bidwillii a pour synonymes :
- Akania hillii Hook.fil.
- Akania lucens (F.Muell.) Airy Shaw
- Akania lucens (F.Muell.) AiryShaw
- Apiocarpus moguini Montrouz.
- Cupania lucens F.Muell.
- Lomatia bidwillii Hend.
- Lomatia bidwillii Hend. ex Hogg